# 702
Cette page concerne l'année 702  du calendrier julien. Pour l'année 702 av. J.-C., voir 702 av. J.-C. Pour le nombre 702, voir 702 (nombre).
L'année 702 est une année commune qui commence un dimanche.

## Événements
- 4 avril : le gouverneur d’Irak Al-Hajjaj écrase le général Ibn al-Ash'ath, révolté contre les Omeyyades, à la bataille de Dayr al-Jamajim près de Kufa[1]. Al-Hajjaj ben Yusef crée la ville militaire de Wâsit pour surveiller l’Euphrate[2].

- Les pirates éthiopiens menacent Djedda, port de La Mecque. Les Arabes réagissent, détruisent la flotte d'Aksoum en mer Rouge, s’établissent Massaoua et aux îles Dahlac, puis détruisent et incendient Adulis et les autres ancrages de la côte érythréenne[3]. Les rois d’Aksoum, chassés de la mer, sont réduits à l’impuissance politique et économique. Ils cessent de frapper leur monnaie. L’Éthiopie se retranche sur elle-même. Le pouvoir d'Aksoum s’éteint lentement et le centre de l’Empire se transporte du Tigré vers les provinces montagneuses, plus riches, du Lasta, de l’Amhara et du Choa.
- Ambassade du Japon en Chine. Le gouvernement japonais envoie les premiers « moines étudiants » vers la Chine des Tang[4]
- La Provence est dirigée par le patrice Anténor[5].
- Devant la multiplication des fuites d'esclaves, Égica, roi des Wisigoths, promulgue une loi selon laquelle tout individu suspect peut être arrêté et torturé pour lui faire avouer son éventuelle servitude[6].
- Début du XVIIIe Concile de Tolède, dernier concile du « siècle des conciles » dont les actes ont été perdus.

## Naissances en 702
- 24 avril : Jafar as-Sadiq (en arabe, (أبو عبد الله جعفر بن محمد الصادق [abū `abd allah Ja`far ben muḥammad aṣ-ṣādiq]) (الصادق [aṣ-ṣādiq], l'Authentique), sixième imâm chiite duodécimain.

## Décès en 702
- Liutpert, roi des Lombards